# Mindre lifouglasögonfågel
Mindre lifouglasögonfågel (Zosterops minutus) är en fågel i familjen glasögonfåglar inom ordningen tättingar.

## Utseende och läte
Mindre lifouglasögonfågel är en liten tätting med gulaktig fjäderdräkt, tydlig vit ring kring ögat och vitaktiga flanker. Lokala formen av gråryggig glasögonfågel är tydligare teckned, med grått på rygg och undersida och svart i ansiktet. De varierade lätena är typiska för Zosterops, även den korta och behagliga sången.

## Utbredning och systematik
Fågeln förekommer i skogs- och buskmark på Lifou (Loyautéöarna). Den behandlas som monotypisk, det vill säga att den inte delas in i några underarter.

## Status
Trots det begränsade utbredningsområdet kategoriserar IUCN arten som livskraftig. Beståndsutvecklingen är okänd.